# Бранкинья
Бранки́нья (порт. Branquinha) — муниципалитет в Бразилии, входит в штат Алагоас. Составная часть мезорегиона Восток штата Алагоас. Входит в экономико-статистический микрорегион Мата-Алагоана.